# Seljaštvo
Seljaštvo je društveni sloj proizvodno i životno vezan uz obradu zemlje. U feudalizmu je bilo najbrojniji društveni stalež ili klasa, stanovništvo koje je svojim radom na zemlji osiguravalo osnovne vlastite i šire društvene potrebe. 
Ovisno o vlasništvu nad zemljom, seljaci su bili dužni vlasniku (vlastelinu, kralju, Crkvi) podavanja u naturi i radu (tlaka). Osobno su bili slobodni, također s pravom na osobnu imovinu, ali su trajno podložni feudalcu, koji je nad njima imao sudsku i upravnu vlast. 
U Hrvatskoj, uz rjeđe zastupljen sloj slobodnog seljaštva, koji živi u slobodnim seoskim općinama (plemenšćina), glavni su povijesni oblici seljaštva u kontinentalnom dijelu kmetstvo, s podložnicima (kmetovima) koji trajno žive na selištima, a u primorskom dijelu kolonat, gdje podložnici (koloni) zakupljuju zemlju na određeni rok. 
Uz postupna olakšavanja teškog položaja seljaštva reformama Marije Terezije i Josipa II., kmetstvo je ukinuo Hrvatski sabor tek 1848., dok se u Dalmaciji kolonat, uz neke mogućnosti otkupa zemlje, održao do propasti Monarhije. 
Industrijskom revolucijom te novim tržišnim odnosima u 19. stoljeću u Europi općenito (u Engleskoj i prije) dolazi do teških agrarnih kriza koje rezultiraju propadanjem tradicionalnog seljaštva, kao i samog sela, te velikim migracijama u gradove, čime seljaštvo postupno gubi obilježje najveće društvene skupine. 
U razvijenim zemljama Zapada, ubrzo nakon II. svjetskoga rata, udio seljaštva u broju stanovnika pada na manje od 10%; u Hrvatskoj je još 1960. taj udio oko 50%. Prema Popisu poljoprivrede iz 2003. (prvom poslije 1960.), u Hrvatskoj je bilo 448.532 poljoprivrednih kućanstva, naglašene su tendencije starenja i demografskog pražnjenja sela.